# René Mocquiaux
René Mocquiaux, né le 7 avril 1907 à Mourmelon-le-Grand (Marne) et mort le 4 décembre 1990 à Meaux (Seine-et-Marne), est un homme politique français.

## Détail des fonctions et des mandats
Mandat parlementaire
- 30 novembre 1958 - 9 octobre 1962 : Député de la 3e circonscription de Seine-et-Marne